# Gleirscher Fernerkogel
Der Gleirscher Fernerkogel, auch Gleirschfernerkogl, früher genannt Roßkarspitze, ist ein 3189 m ü. A. hoher Berg in den Südlichen Sellrainer Bergen, einer Untergruppe der Stubaier Alpen. Er liegt im österreichischen Bundesland Tirol. Der Name „Roßkarspitze“ wurde ihm anlässlich der militärischen Kartierung der Gegend in den 1850er Jahren gegeben. Die erste dokumentierte Besteigung unternahmen am 1. September 1883 Ludwig Purtscheller und Hans Schöller, ein „Professor aus Salzburg“. Purtscheller gab dem Berg schließlich den heutigen Namen. Nach Osten sendet der aus seiner Umgebung nicht stark herausragende Gipfel einen ausgeprägten 500 Meter langen Grat aus.

## Umgebung

Grubenwand, Roßkarscharte, Gleirscher Fernerkogel und Gleierschspitzen (1932)

Der Gleirscher Fernerkogel liegt gut sieben Kilometer Luftlinie nordöstlich von Längenfeld im Ötztal und knapp 7 km südwestlich von Praxmar im Lüsenstal. Im Osten stoßen zwei Gletscher bis auf 3100 Meter Höhe an den Berg. Nördlich des Ostgrats erstreckt sich der Gleirschferner, südlich liegt der stark durch die globale Erwärmung schwindende Weißkogelferner, dessen Firnfeld nur noch knapp 300 Meter Länge misst. Benachbarte Berge sind im Verlauf des Ostgrats, getrennt durch die auf 3053 Metern Höhe liegende Roßkarscharte, die Hintere Grubenwand mit 3173 m Höhe, im Süden der 3182 m hohe Winnebacher Weißkogel und im Norden schließen sich die Sonnenwände an, deren höchste Erhebung die Hintere Sonnenwand (3106 m) darstellt. Nach Westen fällt der Gleirscher Fernerkogel mit einer 500 Meter hohen Wand ins Zwieselbachtal ab.

## Stützpunkte und Touren
Der Weg der Erstersteiger führte vom nördlich gelegenen Gleirschtal aus über den Gleirschferner in südwestlicher Richtung über die Ostwand und den Ostgrat zum Gipfel. Dieser Normalweg verläuft als Hochtour (nur mit entsprechender Ausrüstung und Kenntnis zu begehen) heute von der im obersten Gleirschtal gelegenen Pforzheimer Hütte auf 2308 Metern Höhe aus. Über den Gletscher verläuft die Route Richtung Roßkarscharte, bis zur steinschlaggefährdeten Ostwand des Kogels in, laut Literatur, mäßig schwieriger Kletterei im Schwierigkeitsgrad UIAA II zum Gipfel. Die direkte Begehung des Ostgrats erfordert eine sehr schwierige Kletterei im UIAA-Grad IV. Die Gehzeit von der Hütte beträgt 5 Stunden. Weitere Routen zum Gleirscher Fernerkogel führen über den Südgrat im UIAA-Grad II vom Westfalenhaus (2273 m) aus in 3 Stunden, oder durch die Südwand in schwieriger Kletterei im UIAA-Grad III.